# Belén del Valle Díaz
Belén del Valle Díaz, (Cangas de Onís, Asturias, 1943-Cangas de Onís, 19 de mayo de 2025) fue una fiscal española. Fue la primera mujer en aprobar las oposiciones a la carrera fiscal en España.

## Biografía
Belén nació en la localidad asturiana de Cangas de Onís (1943). Tras licenciarse en Derecho en la Universidad de Oviedo, fue la primera mujer en aprobar las oposiciones a la carrera fiscal en España. Dicho acceso estuvo prohibido para las mujeres hasta 1966 cuando se aprobó la Ley 96/1966, de 28 de diciembre, que les permitió acceder tanto a la Fiscalía como a la Judicatura. Aprobadas las oposiciones, accedió a su primer destino en la carrera fiscal (1974).
A lo largo de su trayectoria jurídica, desempeñó diversos cargos: abogado fiscal en la Audiencia Provincial de Tenerife (mayo 1974), Orense (diciembre 1974) y Audiencia Territorial de Oviedo (diciembre 1976); teniente fiscal del Tribunal Superior de Las Palmas (1984); fiscal coordinadora del Tribunal Superior de Justicia de Asturias; teniente fiscal del Principado de Asturias, donde permaneció hasta su jubilación (2005-2013).

## Distinciones
Recibió entre otras, las siguientes distinciones:
- Cruz distinguida de la Orden de San Raimundo de Peñafort de segunda clase
- Cruz distinguida de la Orden de San Raimundo de Peñafort de primera clase, concedida por el Ministerio de Justicia (diciembre, 2005)
- Cruz al Mérito Policial con distintivo blanco del Cuerpo Nacional de Policía, (3 de octubre de 2011).
- Hija Predilecta de Cangas de Onís (25 de febrero de 2012)[8]